# Inostemma opacum
Inostemma opacum är en stekelart som beskrevs av Thomson 1859. Inostemma opacum ingår i släktet Inostemma och familjen gallmyggesteklar. Arten är reproducerande i Sverige. Inga underarter finns listade i Catalogue of Life.